# Врон
Врон (фр. Vron) — коммуна на севере Франции, регион О-де-Франс, департамент Сомма, округ Абвиль, в кантоне Рю, в 25 км от Абвиля.
Население (2018) — 836 человек.

## История
Поселение известно начиная с 1100 года под названием Virrum; название Vron известно по хартии 1160 года. На территории Врона находилась позднее поглощённая этим поселением деревня Авен (Avesnes), впервые упомянутая в 844 году.
С конца 1960-х годов года во Вроне производились раскопки некрополя эпохи Поздней античности и раннего Средневековья (III—VII вв.): здесь обитали англосаксы, которые предположительно переселились сюда в качестве федератов.
В первой половине XIX века деревня была известна фабрикой фаянса, которую основал здесь фламандец Луи-Мари Верлинг, ставший мэром Врона.

## Достопримечательности
- Памятник погибшим во время Первой Мировой войны — скульптура Эмманюэля Фонтена, изображающая французского солдата.

## Администрация
Пост мэра Врона с 2020 года занимает Патрик Субри (Patrick Soubry).

## Коммуны-побратимы
- Зёхтенау, Бавария

## Галерея

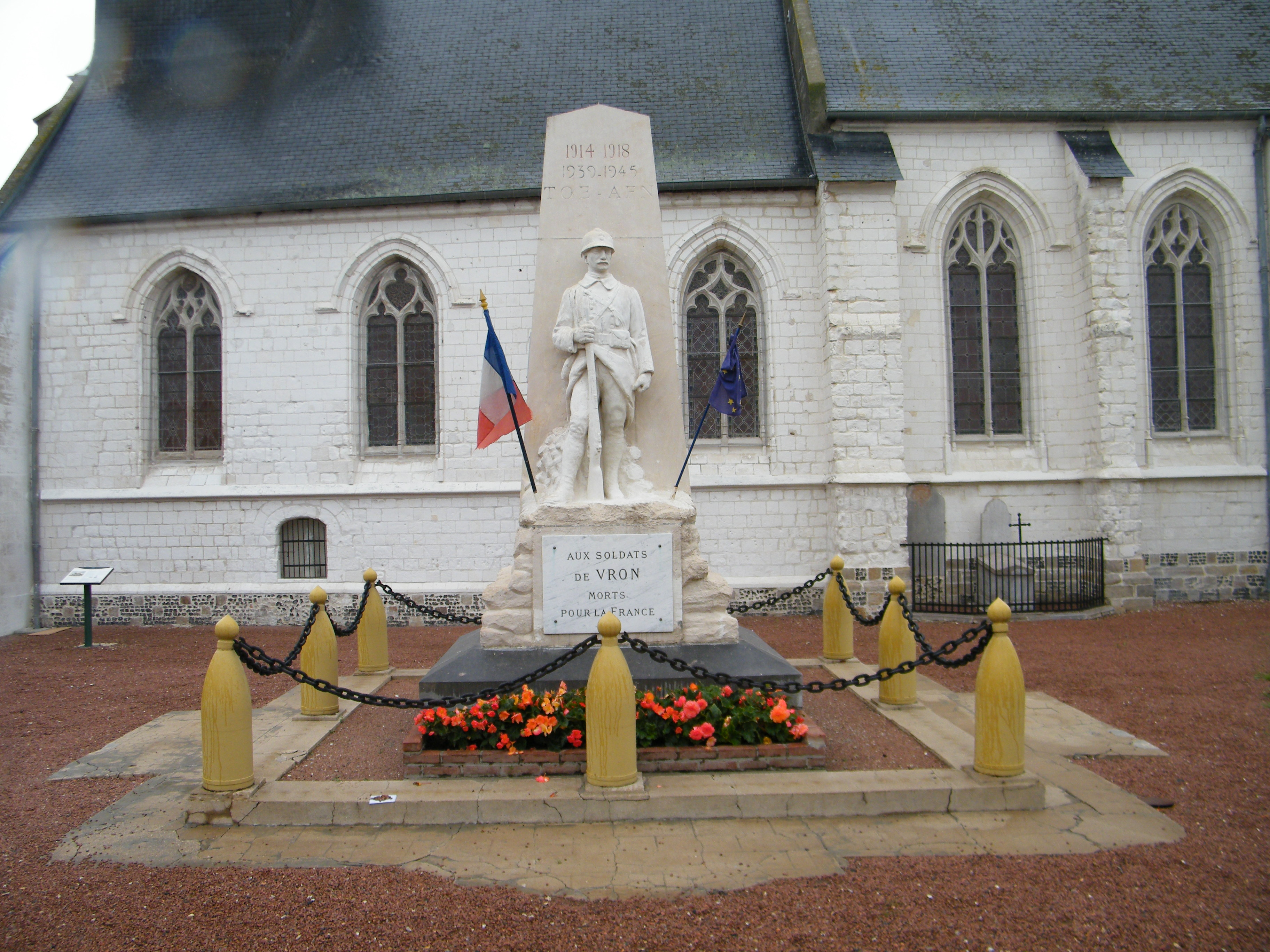
Памятник павшим воинам
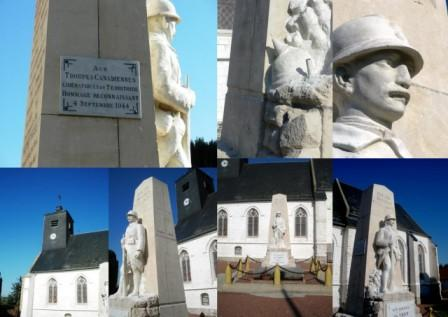
Памятник павшим воинам (фрагменты)